# Rene Mark Cuarto
Rene Mark Cuarto est un boxeur philippin né le 4 août 1996.

## Carrière
Passé professionnel en 2014, il remporte le titre vacant de champion du monde des poids pailles IBF le 27 février 2021 en battant aux points son compatriote Pedro Taduran 115-113 pour chacun des trois juges. Cuarto remporte le combat revanche également aux points le 6 février 2022 avant d'être à son tour battu par Daniel Valladares le 1er juillet 2022.

## Référence
1. ↑  (en) Pedro Taduran vs. Rene Mark Cuarto (boxrec.com)